# Tricholoma argyraceum
Tricholoma argyraceum (Pierre Bulliard, 1779 ex Claude Casimir Gillet, 1874), sin. Tricholoma inocybeoides (Arthur Anselm Pearson,1938), Tricholoma argyraceum var. inocybeoides (Arthur Anselm Pearson, 1938 ex Marcel Bon, 1969), din încrengătura Basidiomycota, în familia Tricholomataceae și de genul Tricholoma, este o specie de ciuperci comestibile care coabitează, fiind un simbiont micoriza, formând prin urmare micorize pe rădăcinile arborilor. O denumire populară nu este cunoscută. Acest burete destul de comun se dezvoltă în România, Basarabia și Bucovina de Nord izolat sau în grupuri mai mici, în locuri ierboase, nu prea umbroase, în toate felurile de pădure, dar nu prin cele aluviale, sub fagi, stejari, uneori și mesteceni, respectiv brazi și molizi, la marginea lor, în plantaje (de molid) precum prin parcuri și grădini chiar și sub tufișuri. Apare pe sol proaspăt, bogat, neutral până bazic de peste rocă de calcar sau marnă, de la câmpie la munte, din iunie până în noiembrie.

## Taxonomie

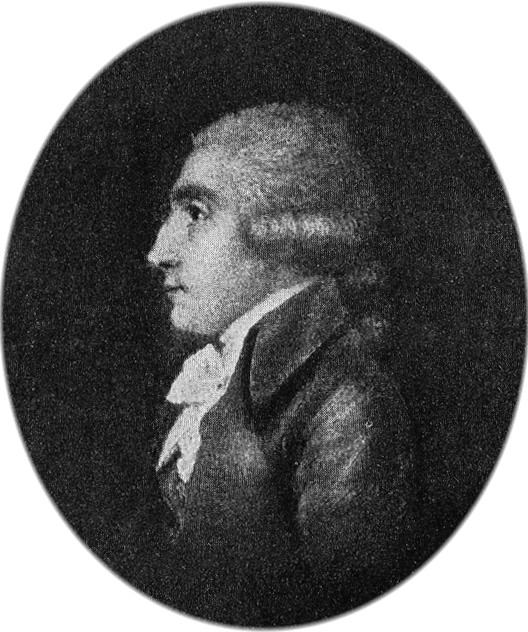
Bull.

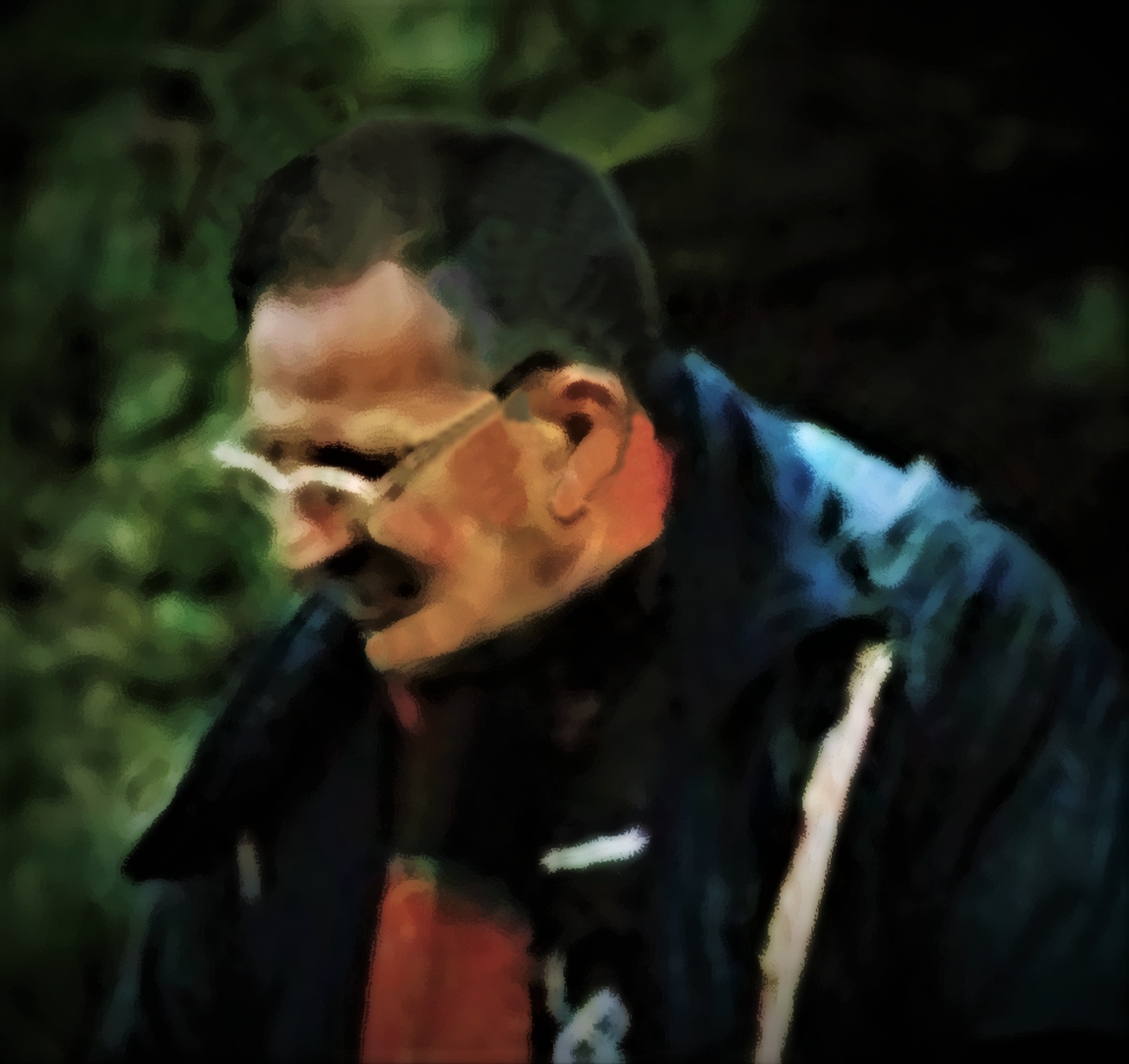
Bon

Numele binomial Agaricus argyraceum a fost determinat de savantul francez Pierre Bulliard în volumul 9 al marii sale opere Herbier de la France ou, Collection complette des plantes indigenes de ce royaume avec leurs propriétés, et leurs usages en medecine din 1789,
Micologul francez Claude Casimir Gillet a transferat specia corect la genul Tricholoma sub păstrarea epitetului, de verificat în volumul 1 al publicației sale Les Hyménomycètes, ou, Description de tous les champignons (fungi), qui croissent en France din 1874.
Apoi, în 1938, micologul englez Arthur Anselm Pearson (1874-1954) a diferențiat specia, creând taxonul Tricholoma inocybeoides, argumentând că T. argyraceum, de culoare mai închisă, trăiește în păduri de conifere, iar T. inocybeoides, de culoare mai deschisă, în cele de foioase.
Pe când comitetul de nomenclatură Index Fungorum vede în specia lui Pearson doar un sinonim al Tricholoma argyraceum, comitetul de nomenclatură Mycobank o acceptă drept specie independentă, dar sub noua denumire Tricholoma argyraceum var. inocybeoides, hotărâtă de micologul francez Marcel Bon în 1969.
Ca nume curent valabil este folosit taxonul Tricholoma argyraceum pe scară largă (2020). Toate celelalte încercări de redenumire sunt acceptate sinonim, dar, nefiind folosite sunt neglijabile.
Numele generic este derivat din cuvintele de limba greacă veche (greacă veche τριχο=păr) și (greacă veche λῶμα=margine, tiv de ex. unei rochii), iar epitetul din cuvântul grecesc antic (greacă veche αργυρός=argintiu, ornamentat argintiu, având strălucirea argintului), datorită aspectului pălăriei.

## Descriere
- Pălăria: are un diametru de 4-8 (10)cm, este nu prea cărnoasă, în tinerețe semisferică până convexă cu o cocoloașă mică centrală și marginea răsfrântă spre interior care este legată de un văl albicios cu piciorul, apoi aplatizată, nu rar slab adâncită, cu un gurgui turtit, în vârstă cu unele crăpături verticale la marginea atunci nu rar vălurită și ondulată. Cuticula uscată și mată este slab fibros-pâsloasă sau acoperită cu solzișori fini și apăsați. Coloritul poate fi albicios-argintiu, gri-argintiu, gri-crem sau gri-brun. Mijlocul ceva cărnos este colorat mai închis.

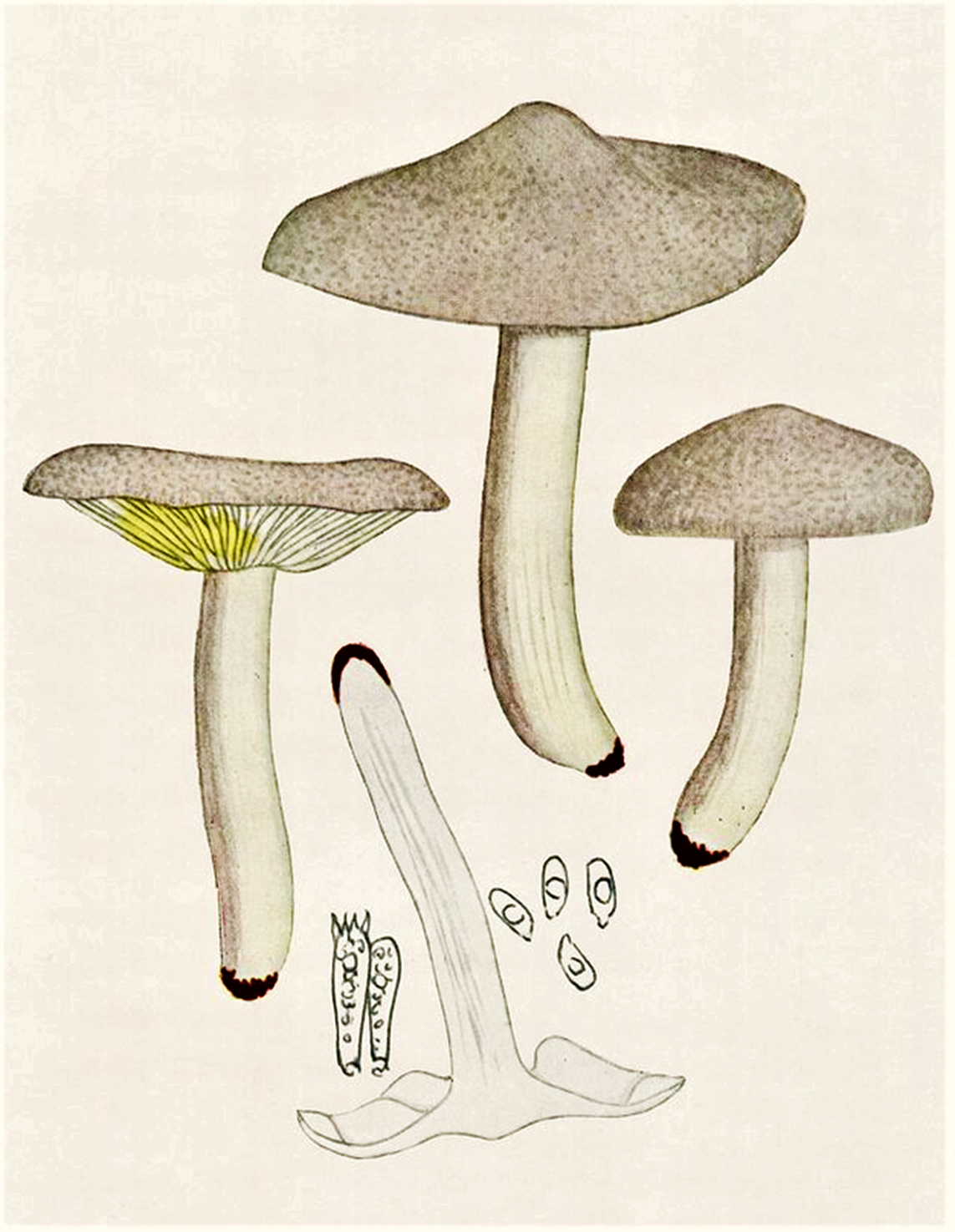
Bres.: Tricholoma argyraceum

- Lamelele: sunt nu prea subțiri, destul de îndepărtate, intercalate, în vârstă deseori ceva ondulate, aderate bombat la picior (numit: șanț de castel) și prezintă muchii inițial netede, mai târziu rupte și zimțate. Sunt albe până gri-albicioase, îngălbenind încet la bătrânețe sau prin frecare.
- Piciorul: la început plin, apoi împăiat gol-fibros pe dinăuntru, ferm precum fără inel are o lungime de 3 la 8 (11)cm și o lățime de 0,8 până la 1,5 (1,8) cm, fiind mai mult sau mai puțin cilindric, dar adesea îndoit cu baza ascuțită. Suprafața albă, gri-albicioasă până gri-brună, preponderent netedă, dar nu rar tapițată cu un desen fibros alb.
- Carnea: destul de subțire, dar fermă, este albicioasă, îngălbenind la bătrânețe sau după tăiere (dar nu mereu și de abia după o zi), având un miros în stadiu tânăr neremarcabil, apoi clar făinos, în vârstă rânced precum un gust blând, slab făinos-pământos.[3][4]
- Caracteristici microscopice: are spori netezi, variabil elipsoidali, rar chiar și sub-cilindrici, apiculați spre vârf și hialini (translucizi), neamilozi (nu se decolorează cu reactivi de iod) cu o picătură mare, uleioasă în mijloc, având o mărime de 4,5- (6) 7 x (2,5) 3- 3,5 (4,5) microni. Pulberea lor este albă. Basidiile clavate și fără fibule cu 4 sterigme fiecare măsoară 30-35 x 6-8 microni. Cistidele celule de obicei izbitoare și sterile care pot apărea între basidii și himen, stratul fructifer) care lipsesc în himeniu sunt mai scurte, cu vârfuri rotunjite și pediculate. Cheilocistide (elemente sterile situate pe muchia lamelor) clavate până aproape cilindrice de 16,5-25,5 x 2-6 microni au pereți subțiri. Suprafața pălăriei numai puțin diferențiată cu o tendință slabă de aliniere verticală este formată din hife înguste și subțiri, cu elemente de 15-55 (70) x 2-6 microni, iar sub-cuticula contopită cu trama constă din hife cilindrice și puțin umflate de 30-95 x 5-13 (17) microni. Pigmenții ori lipsesc, ori sunt palid gălbui, membranoși sau foarte slab incrustați. Coaja piciorului are hife cilindrice cu o lățime de 2-6μm. Caulocistide (cistide situate la suprafața piciorului) lipsesc sau sunt de densitate foarte redusă fiind atunci cilindrice până sub-clavate, fără fibule și cu o mărime de 15-24 x 2,5-6 microni.[12][13]
- Reacții chimice: nu sunt cunoscute.[14]

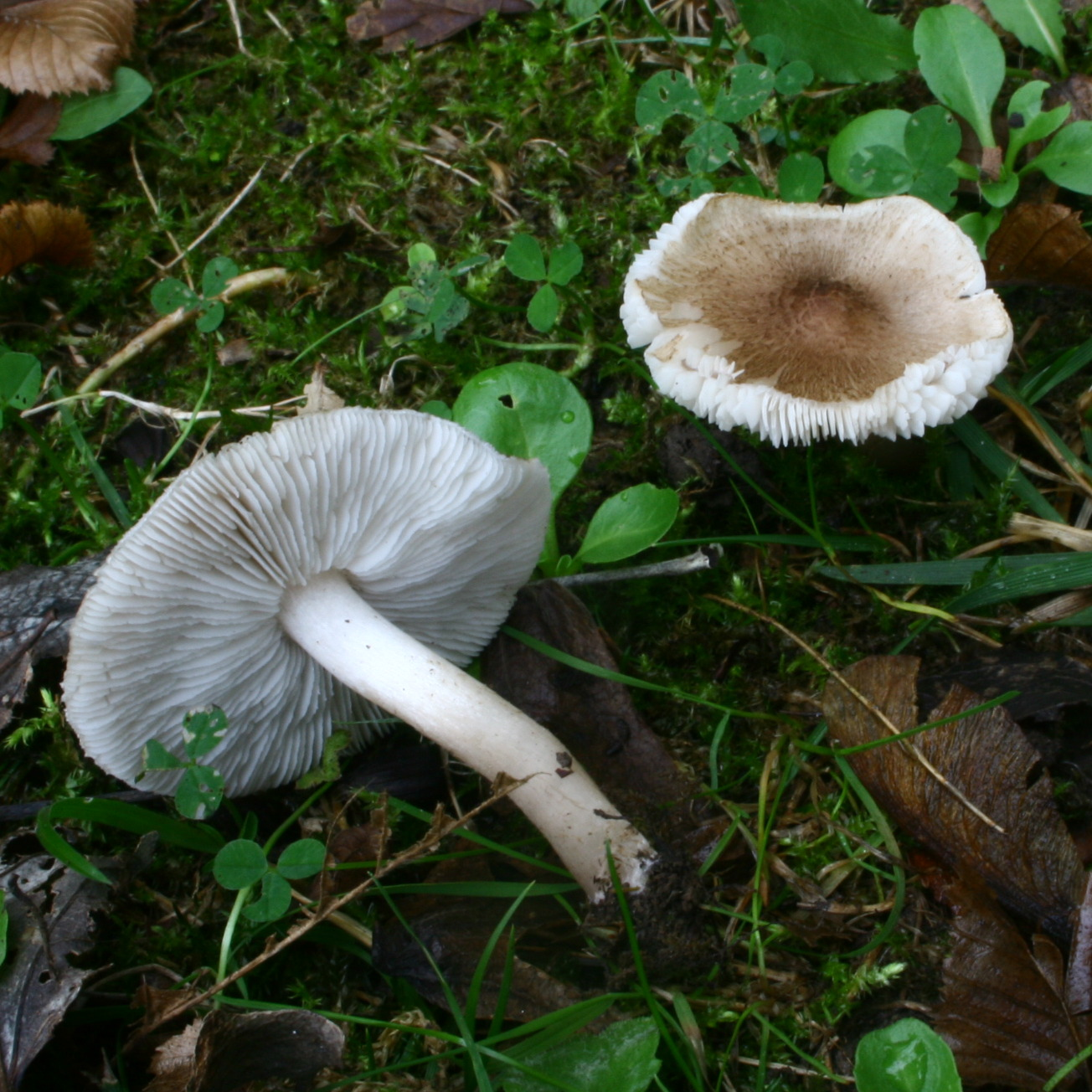
T. argyraceum, pălărie, lamele și picior
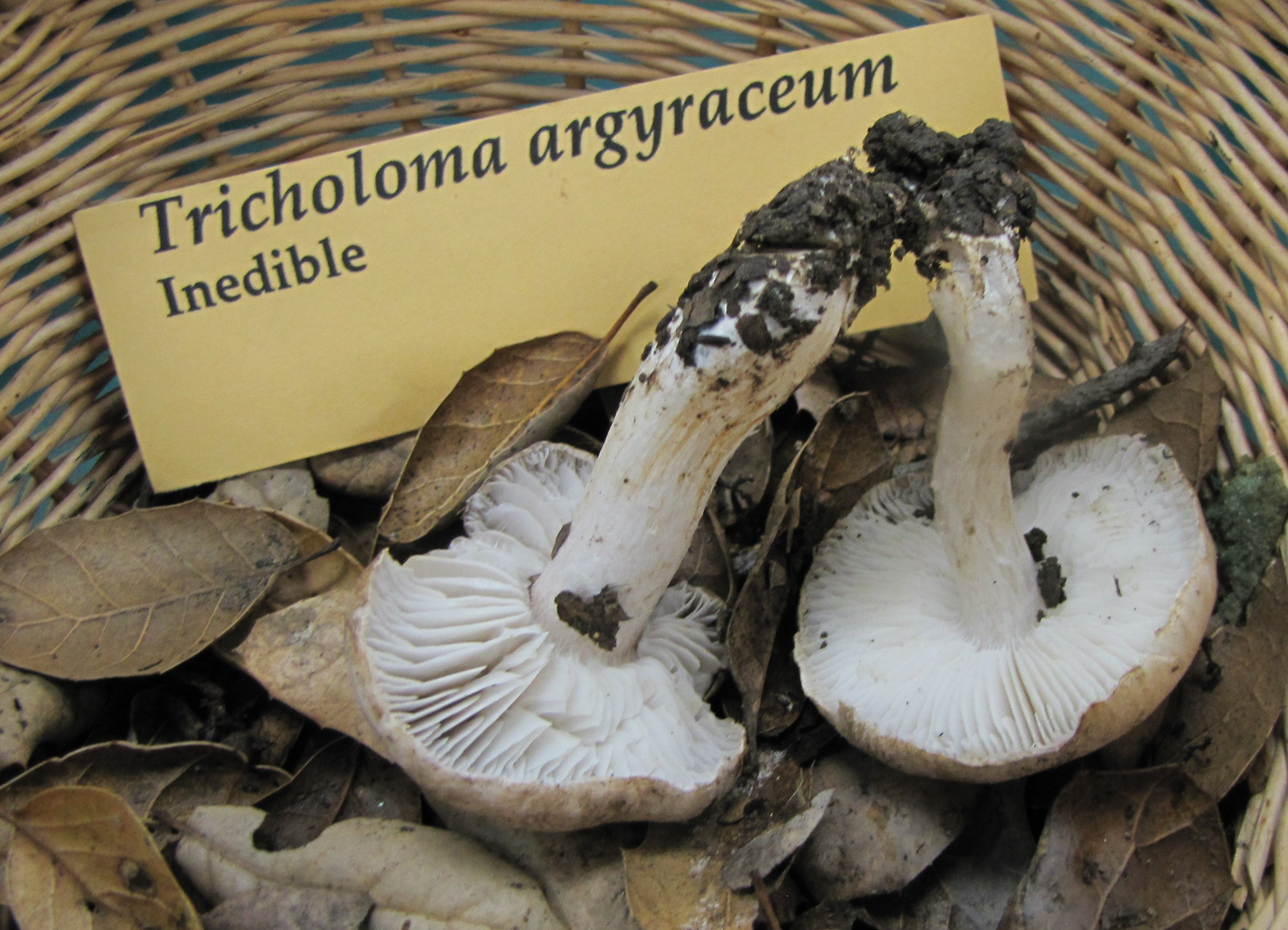
T. argyraceum, lamele și picior
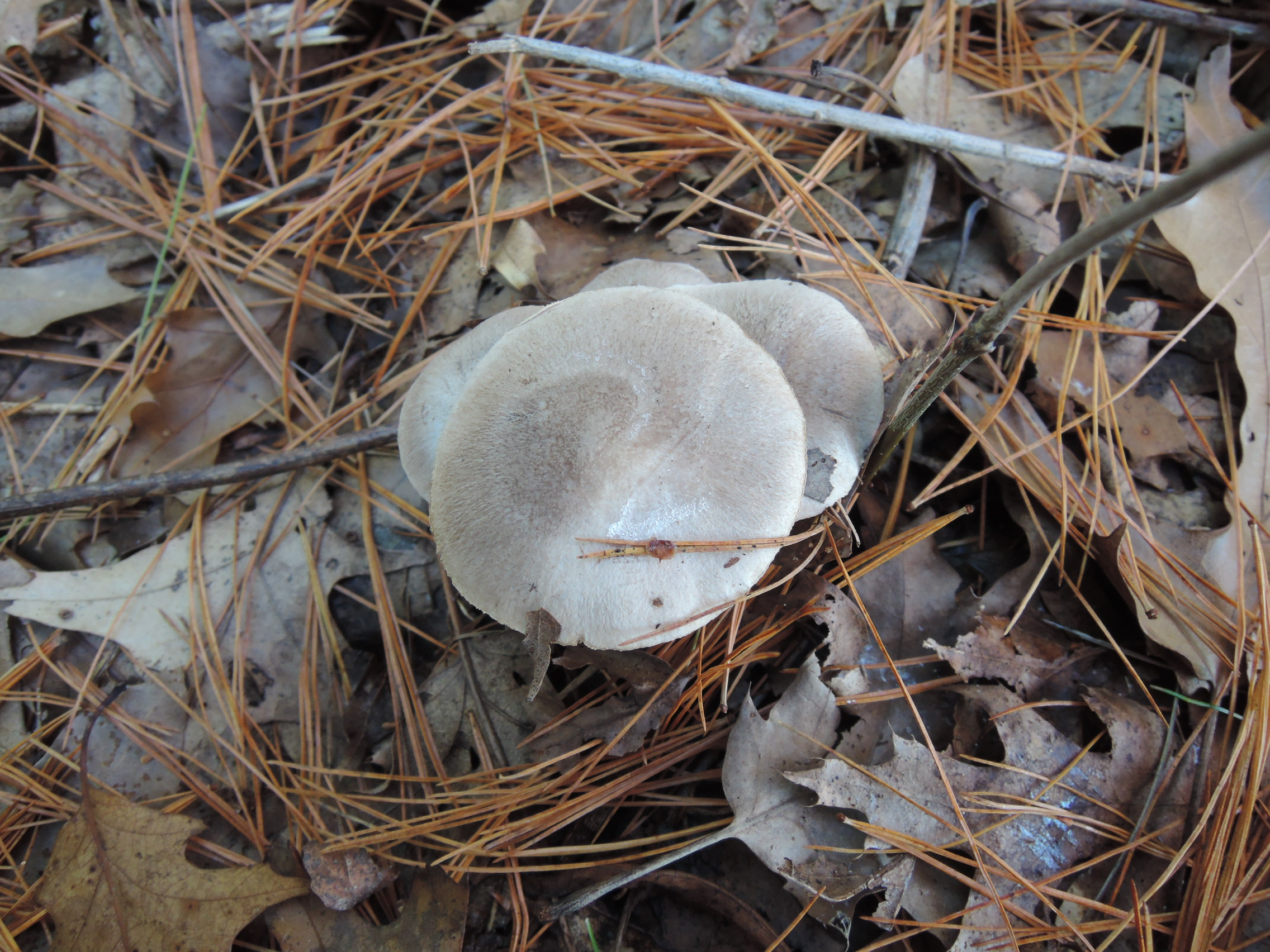
T. argyraceum mai tinere
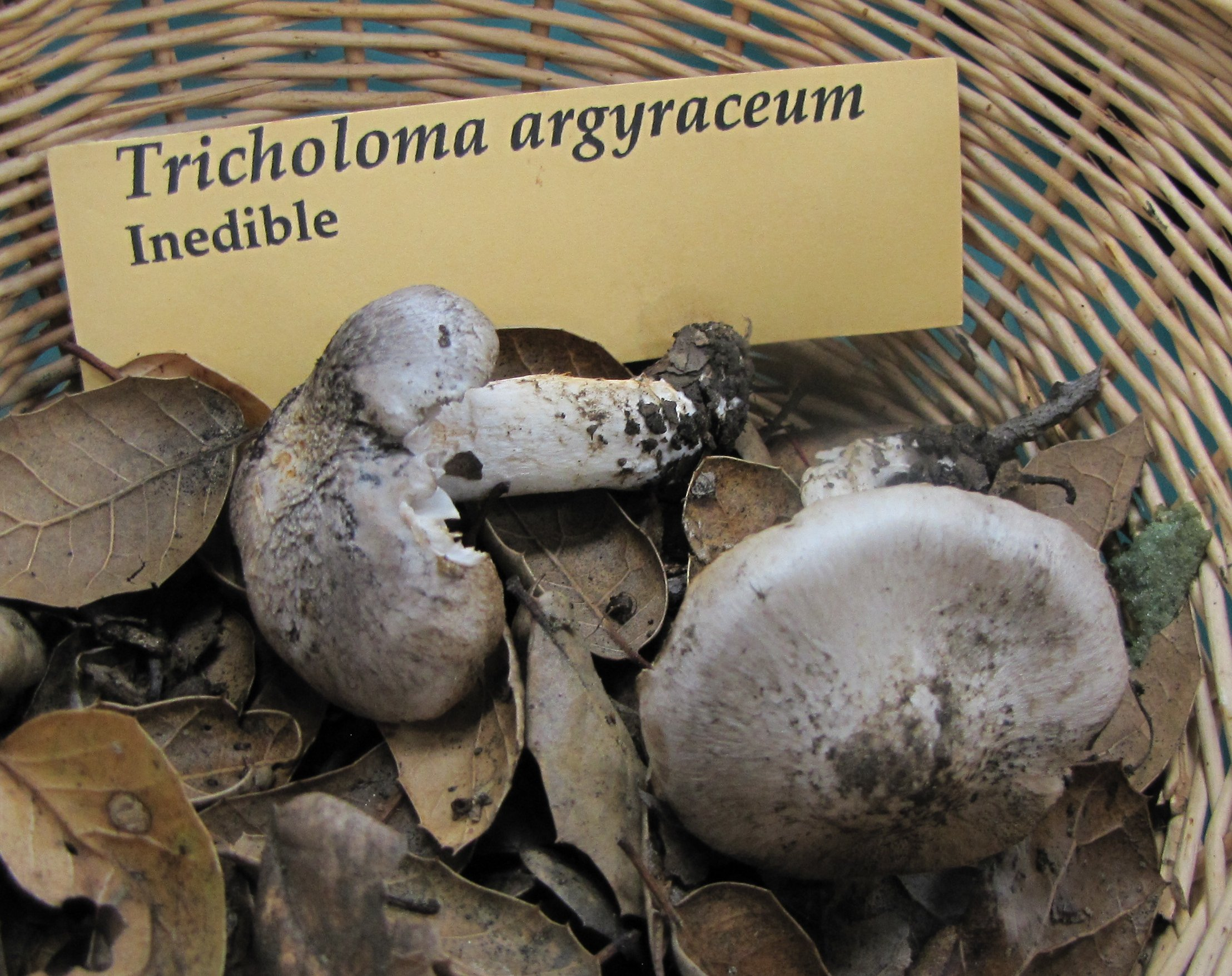
T. argyraceum mature
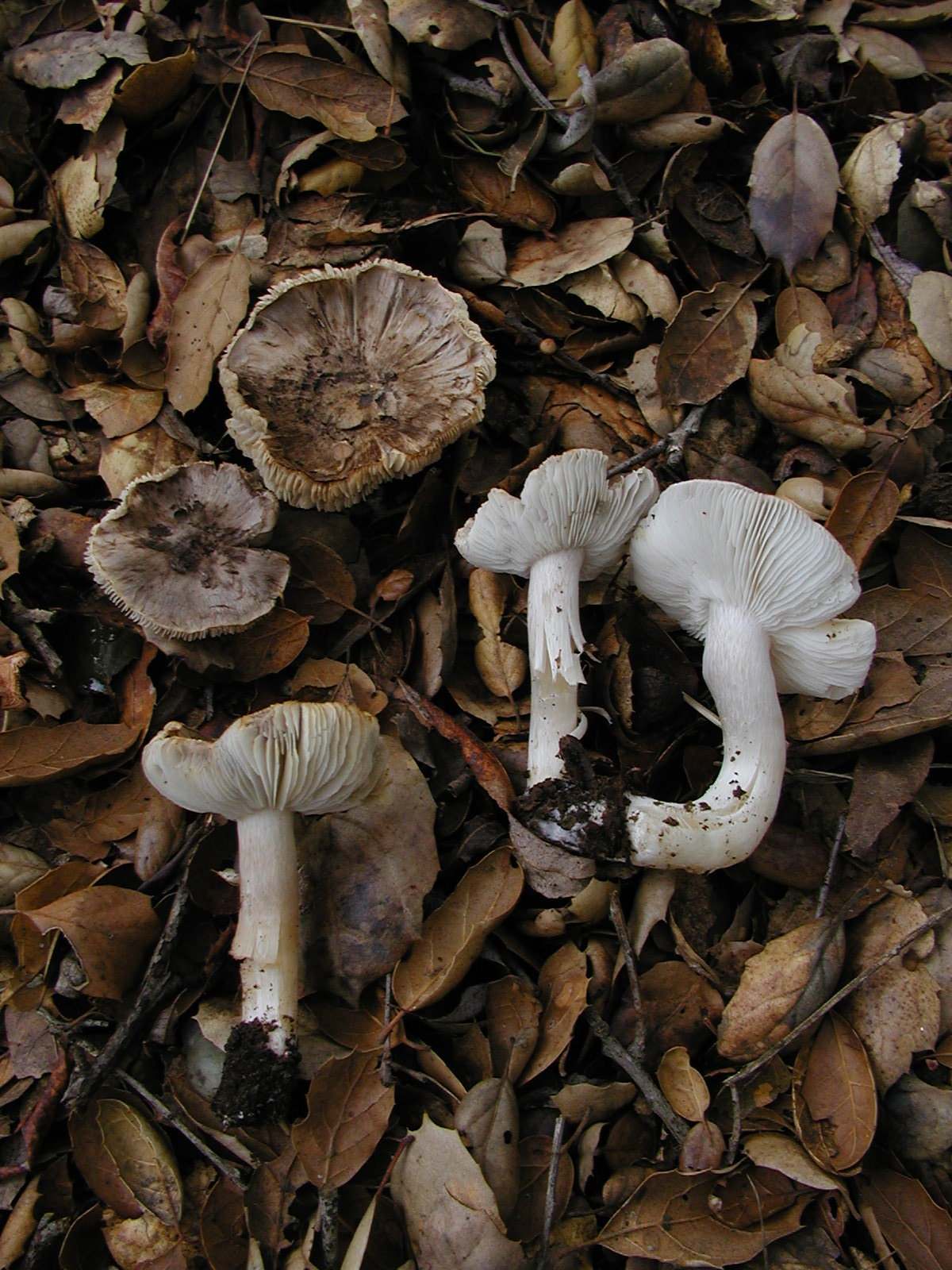
T. argyraceum bătrâne

## Confuzii
Acest burete poate fi confundat ușor cu soiuri comestibile, necomestibile și toxice, ca de exemplu Entoloma prunuloides (necomestibil), Lentinus tigrinus sin. Panus tigrinus (tânăr comestibil), Tricholoma albobrunneum sin. Tricholoma striatum (necomestibil, se dezvoltă în păduri de conifere pe lângă pini pe sol nisipos, miros făinos, gust destul de amar), Tricholoma atrosquamosum sin. Tricholoma squarrulosum (comestibil, trăiește în păduri de foioase preferat sub fagi dar și în cele de rășinoase, miros de piper negru, gust făinos), Tricholoma bresadolanum (necomestibil, gust amar, trăiește numai în păduri de foioase sub fagi, foarte rar), Tricholoma cingulatum (comestibil), Tricholoma orirubens (comestibil, trăiește numai în păduri de foioase preferat sub fagi și stejari), Tricholoma pardinum sin. Tricholoma tigrinum (otrăvitor), Tricholoma portentosum (comestibil, savuros, se dezvoltă preponderent sub molizi și pini, respectiv sub plopi tremurători și mesteceni, miros de pepeni, castraveți, ușor de faină și gust blând, ceva făinos, după mestecare ca de pepene sau de stridie), Tricholoma saponaceum (necomestibil), Tricholoma scalpturatum (comestibil), Tricholoma sciodes (necomestibil până toxic, apare numai în păduri de fag pe sol bazic, miros pământos, gust amar și iute, trăiește numai în păduri de foioase preferat sub fagi), Tricholoma terreum (comestibil, savuros), Tricholoma virgatum (otrăvitor) sau Tricholoma vaccinum (necomestibil, ingerat în cantități mai mari toxic, se dezvoltă  în același habitat ca specia descrisă, miros făinos-pământos, gust făinos, amărui și slab iute).

## Specii asemănătoare în imagini

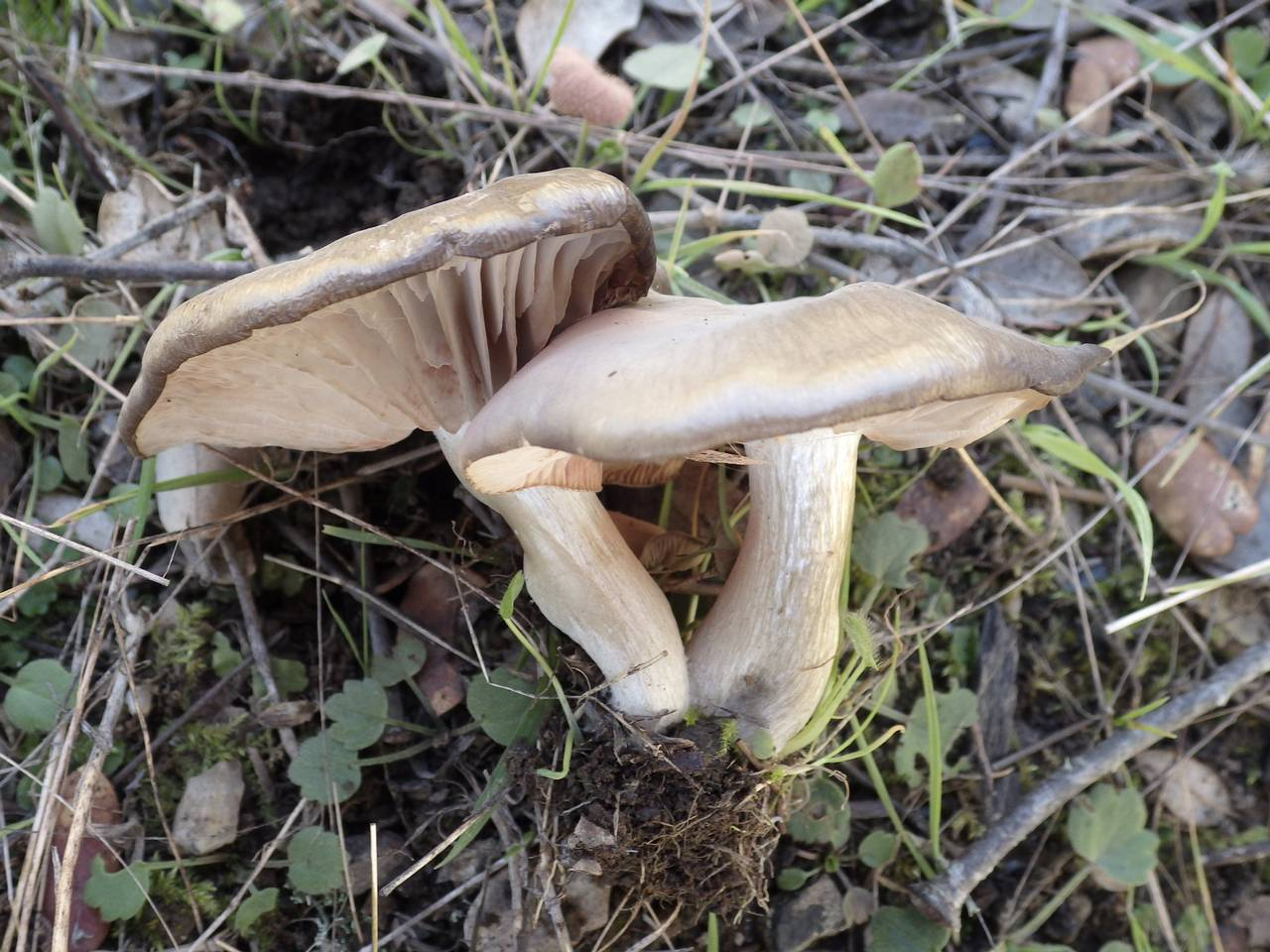
!Entoloma prunuloides!
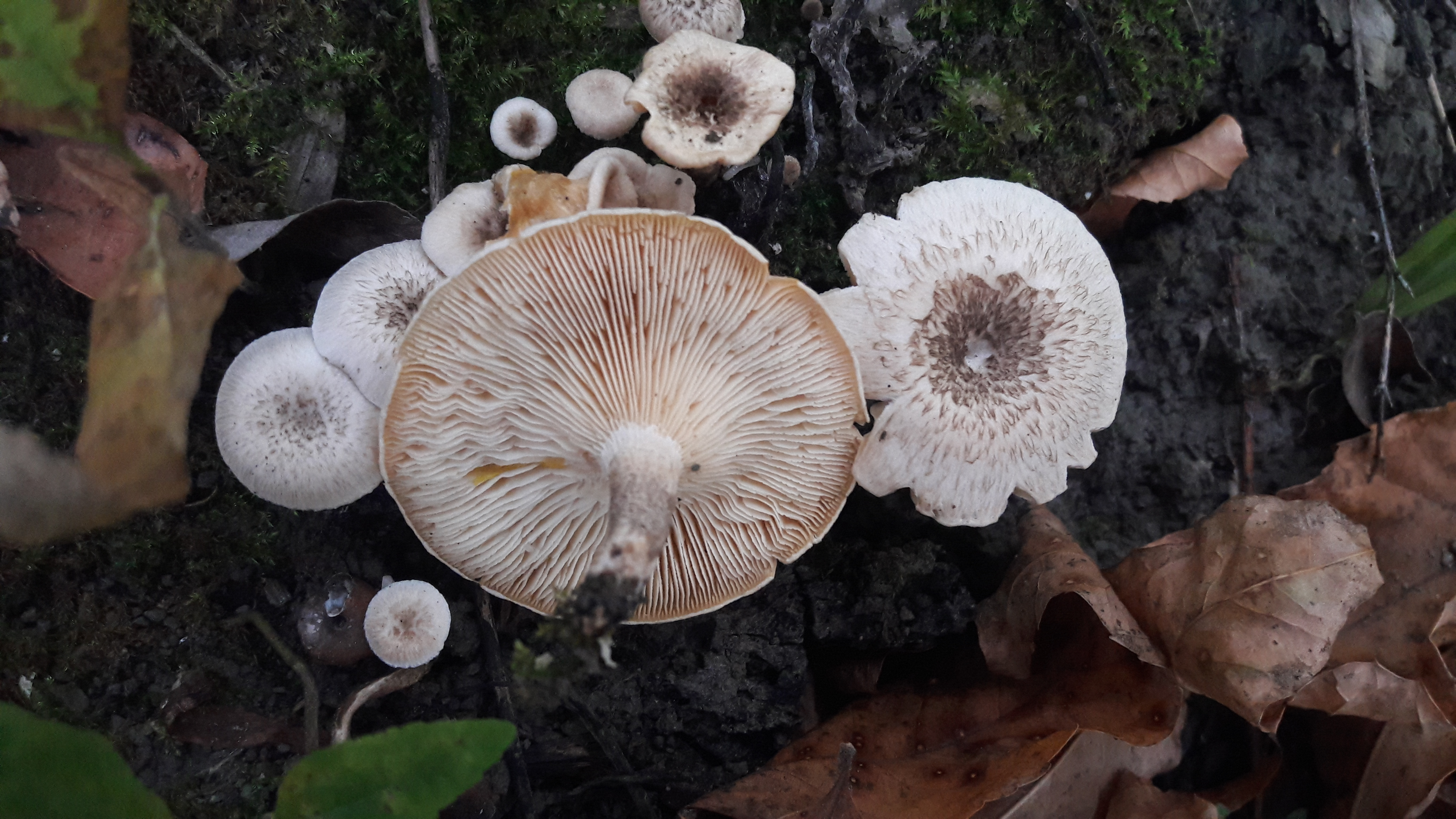
Lentinus tigrinus
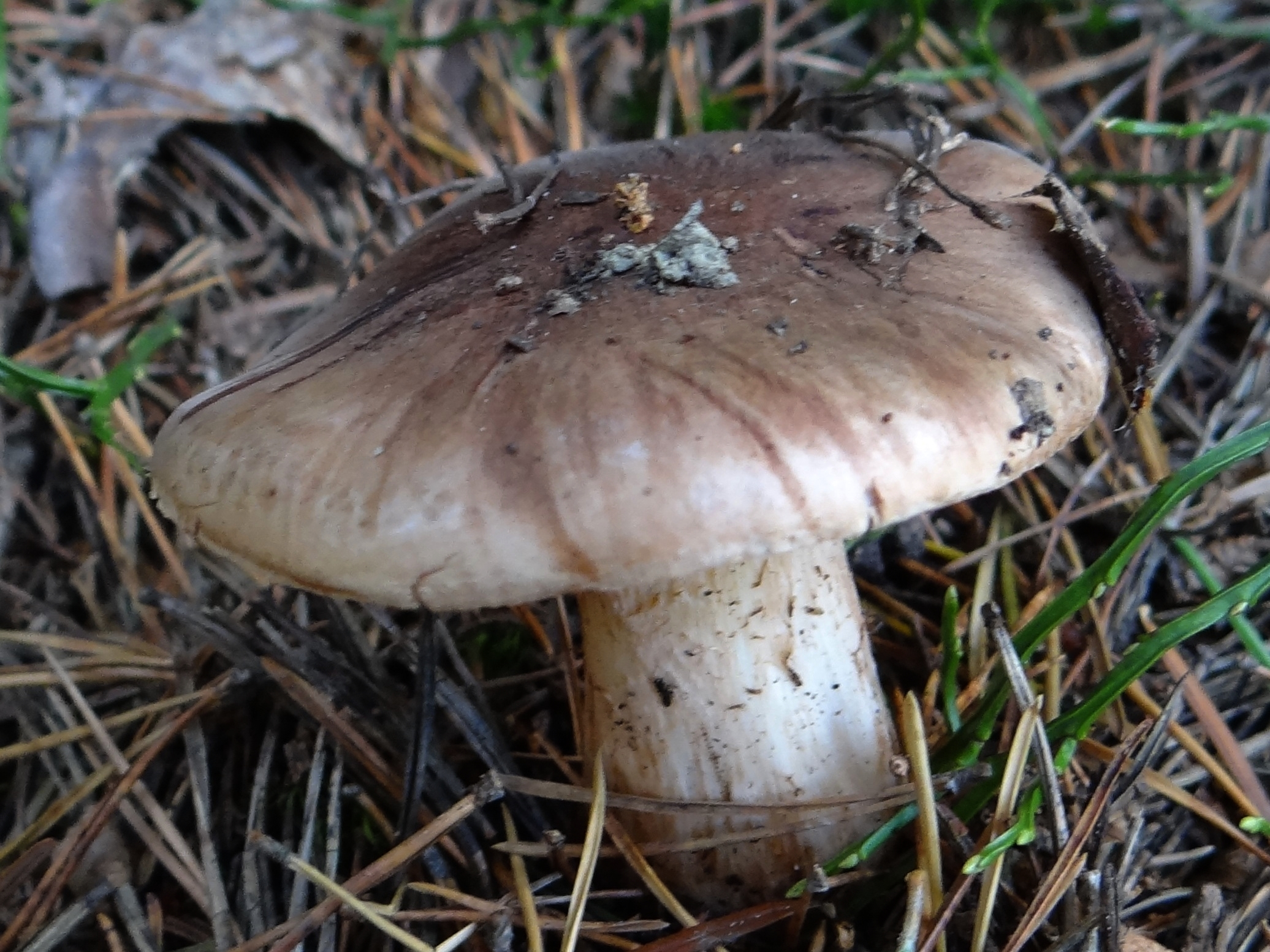
!!Tricholoma albobrunneum!!
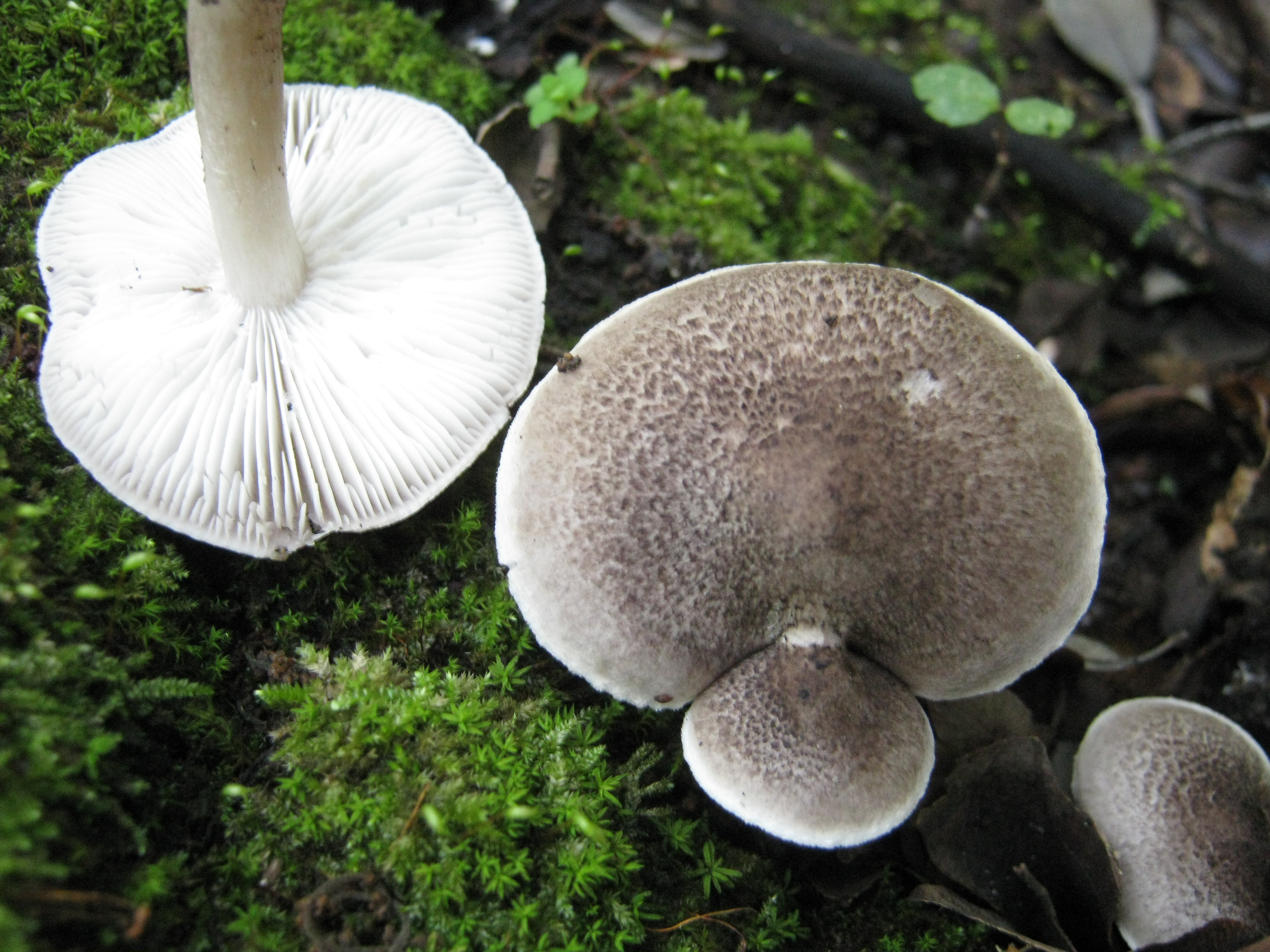
Tricholoma atrosquamosum
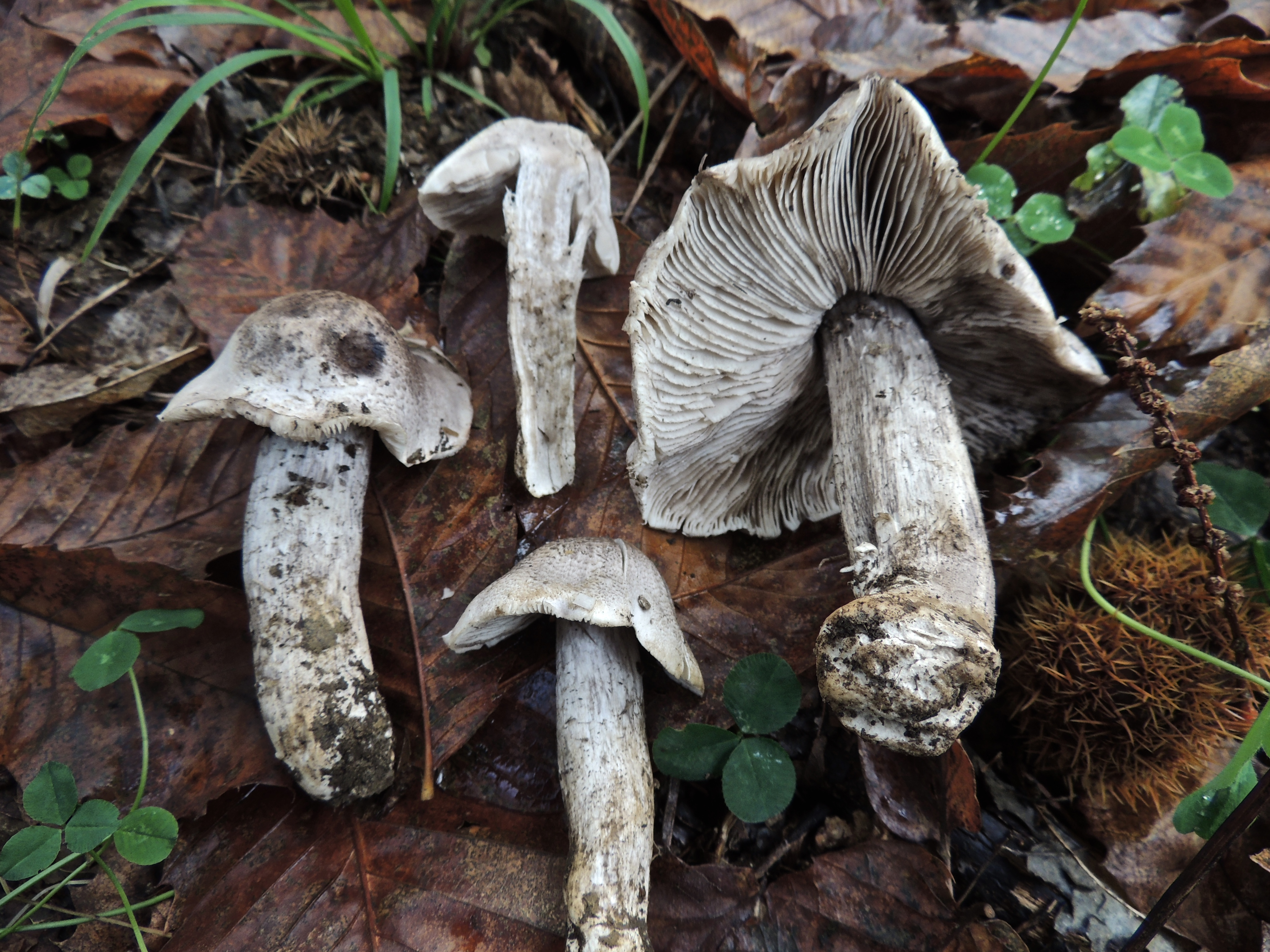
!Tricholoma bresadolanum!
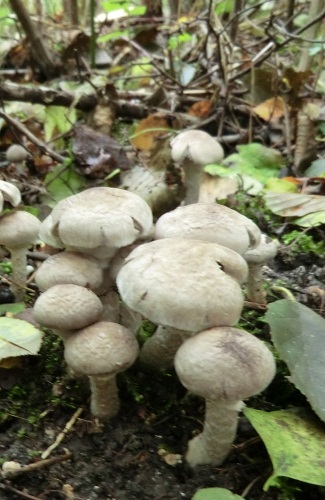
Tricholoma cingulatum
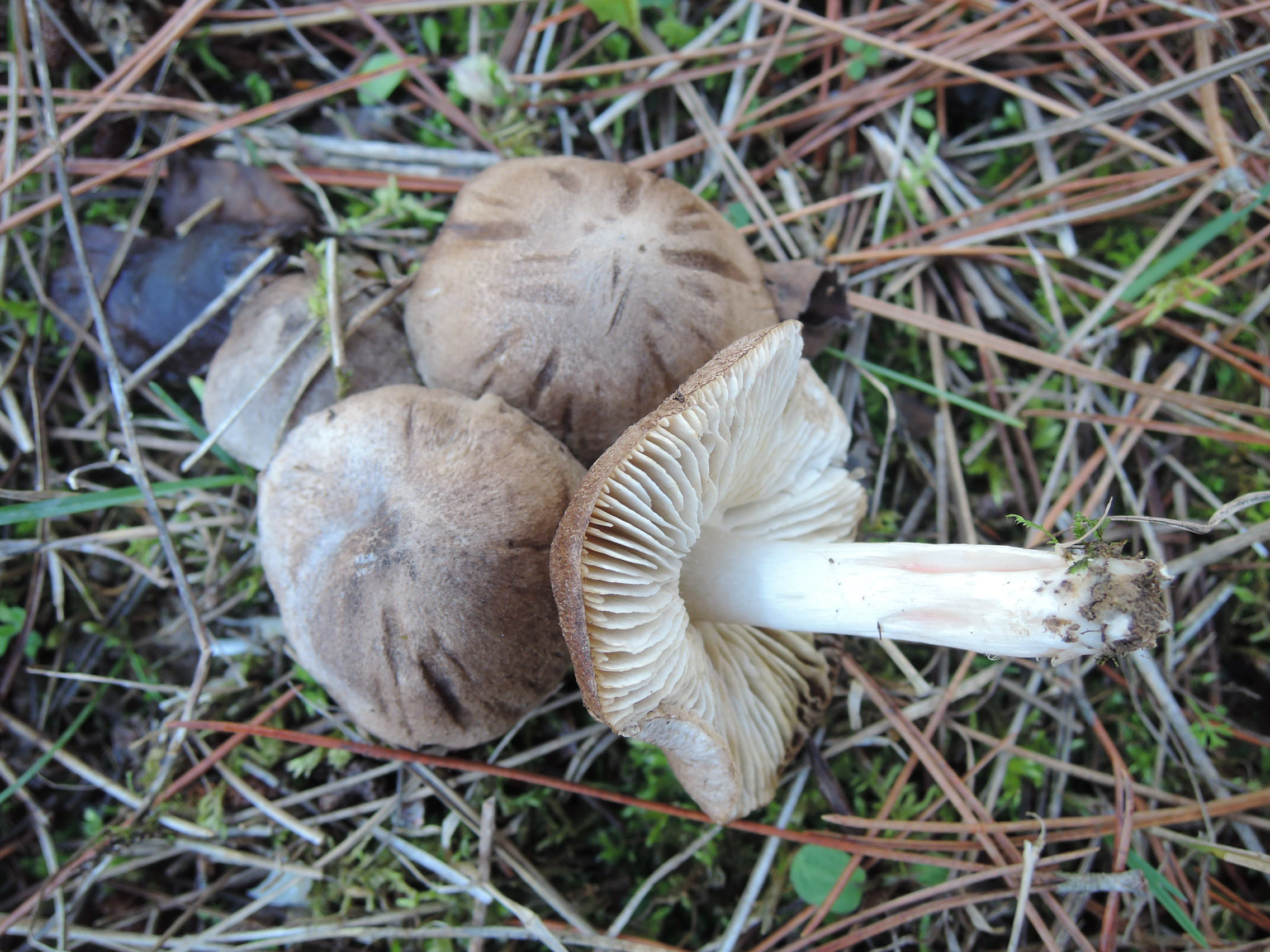
Tricholoma orirubens
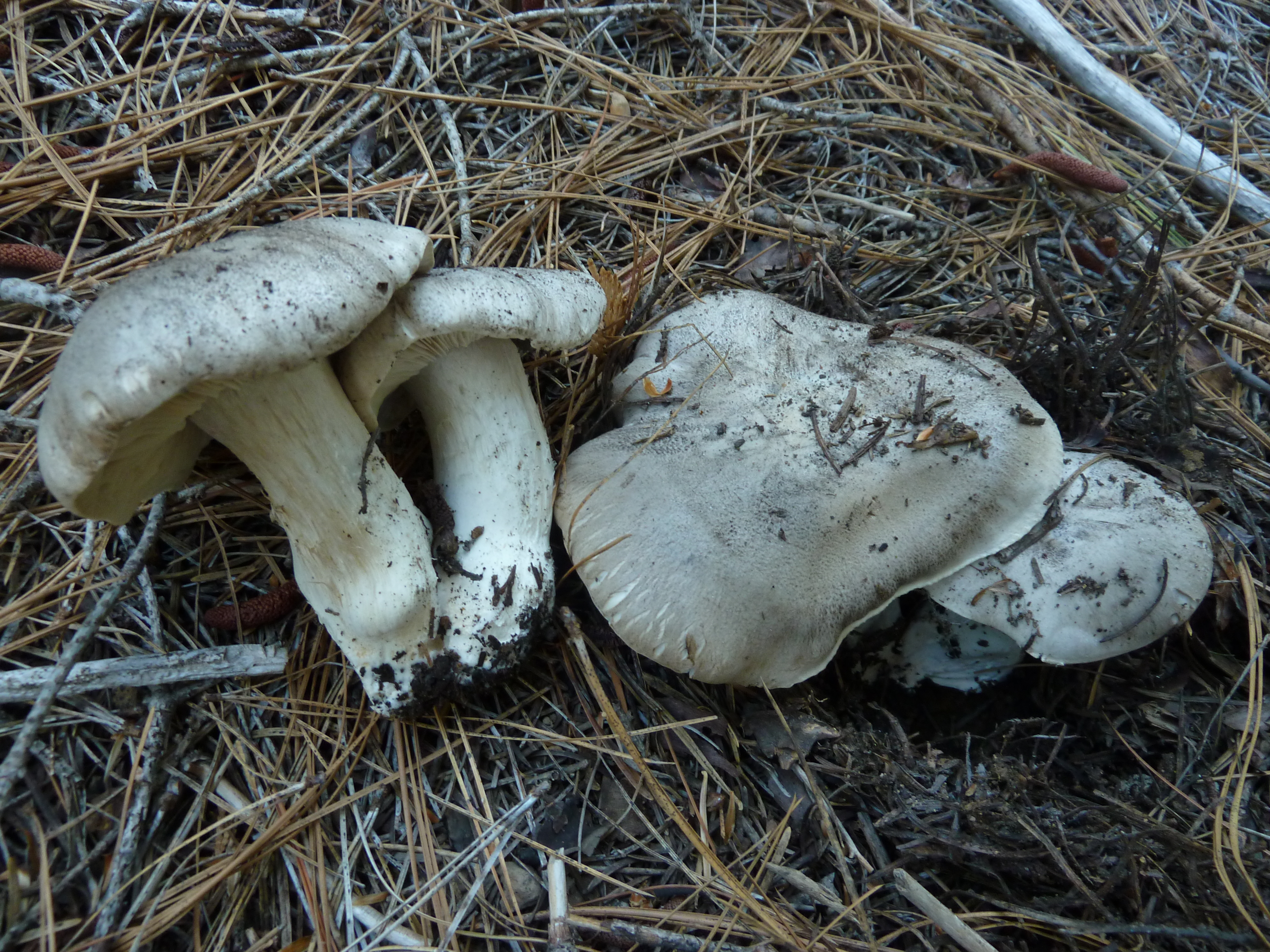
!!Tricholoma pardinum sin. Tricholoma tigrinum!!

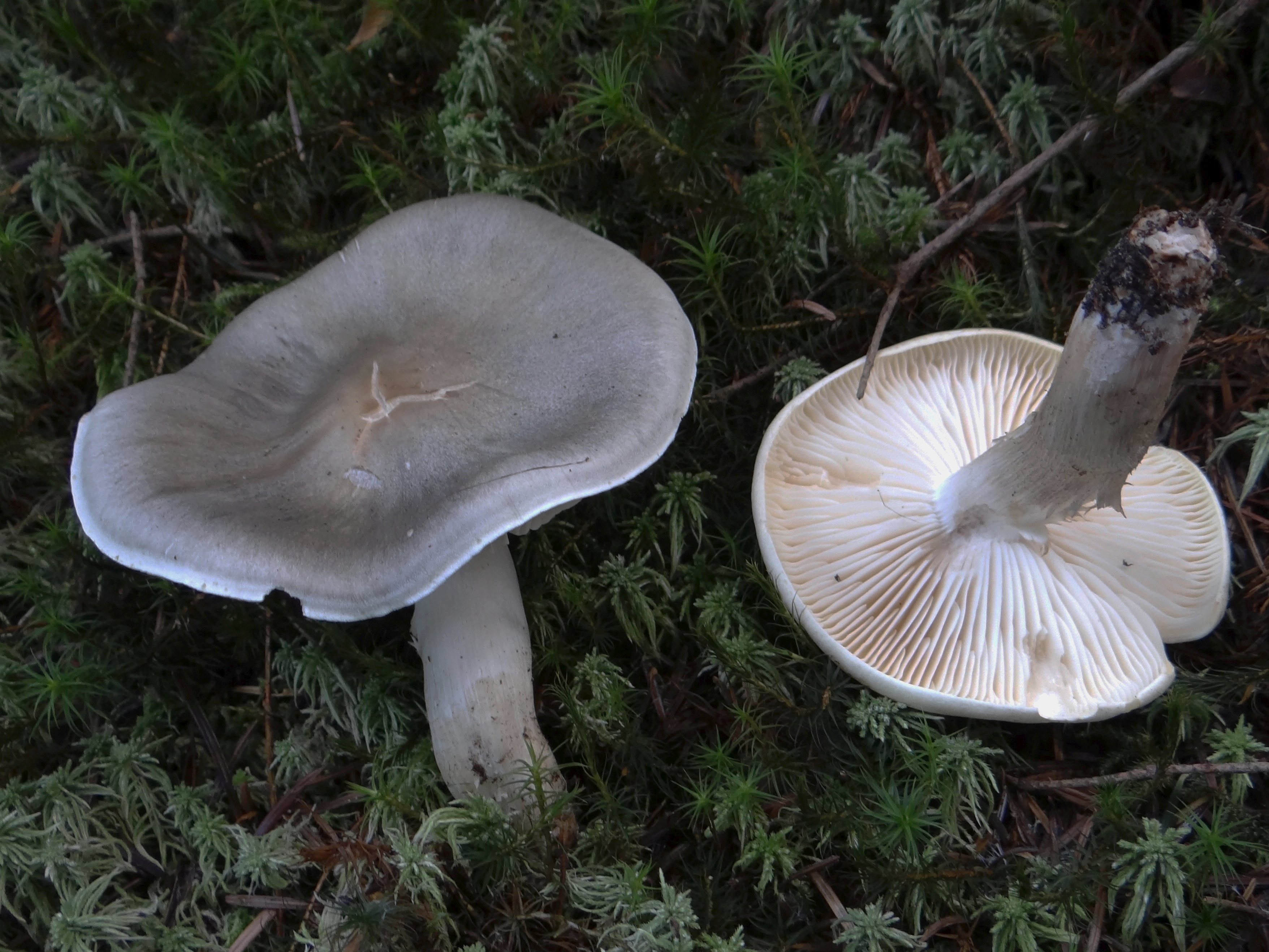
Tricholoma portentosum
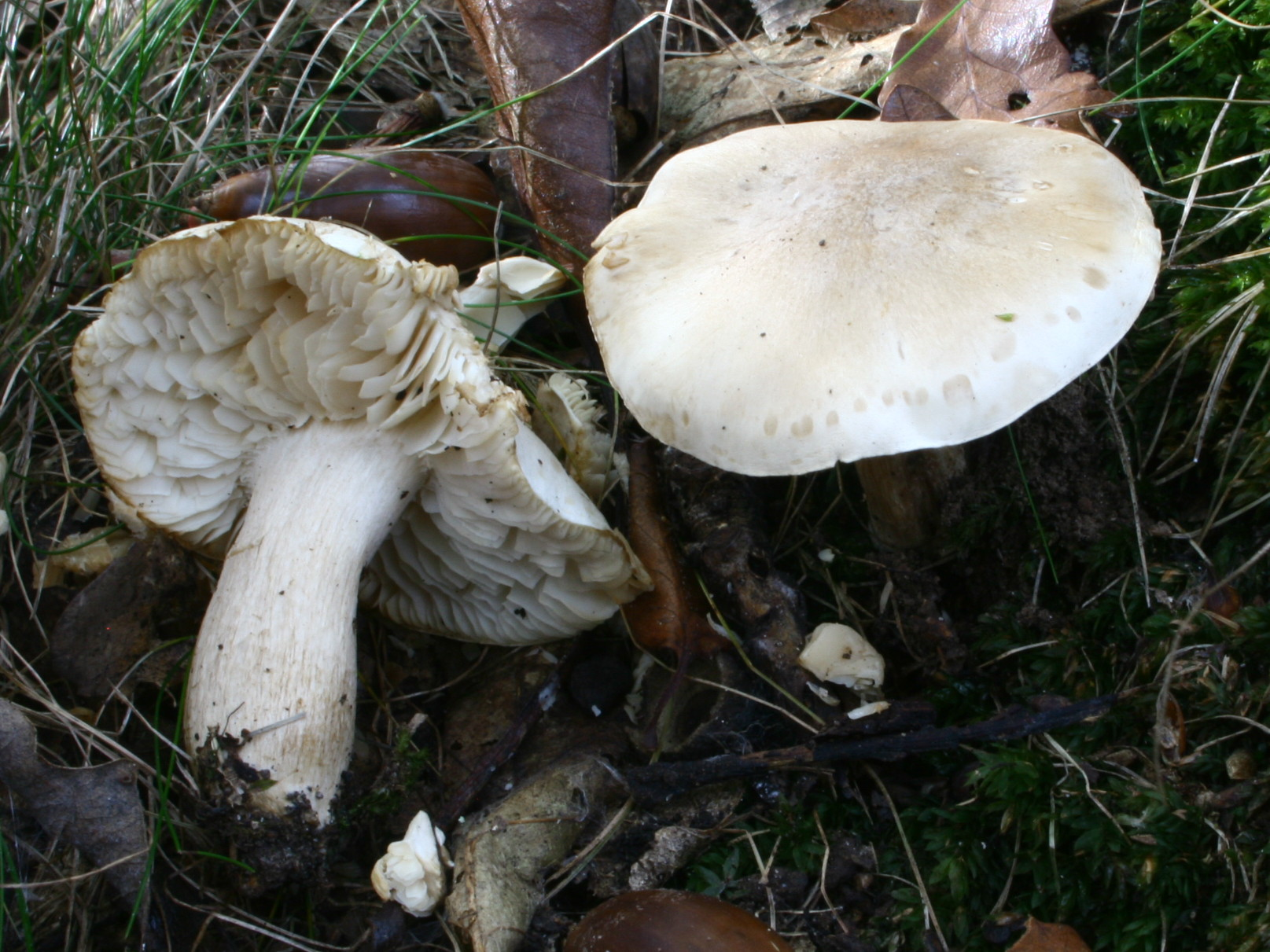
!Tricholoma saponaceum!
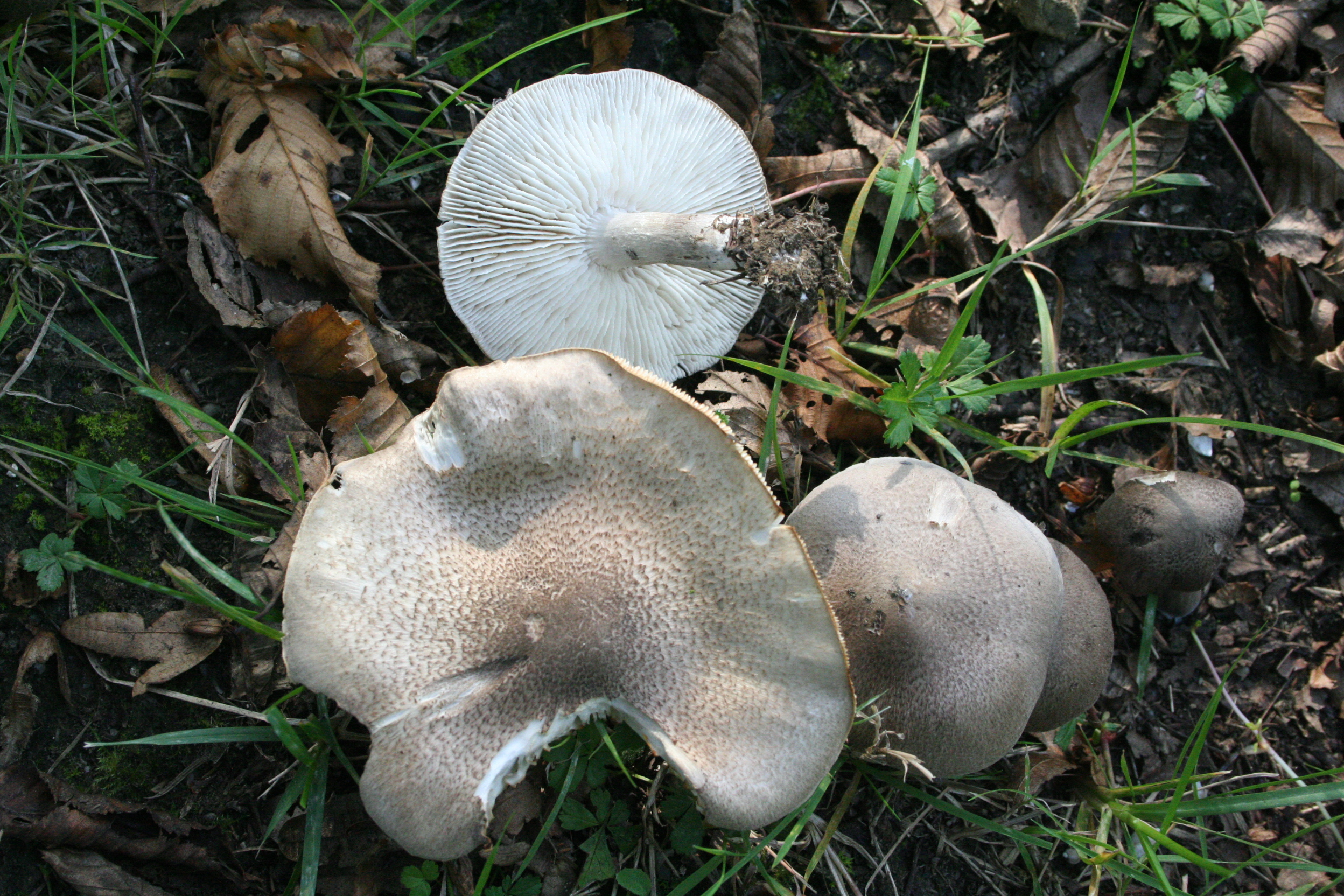
Tricholoma scalpuratum
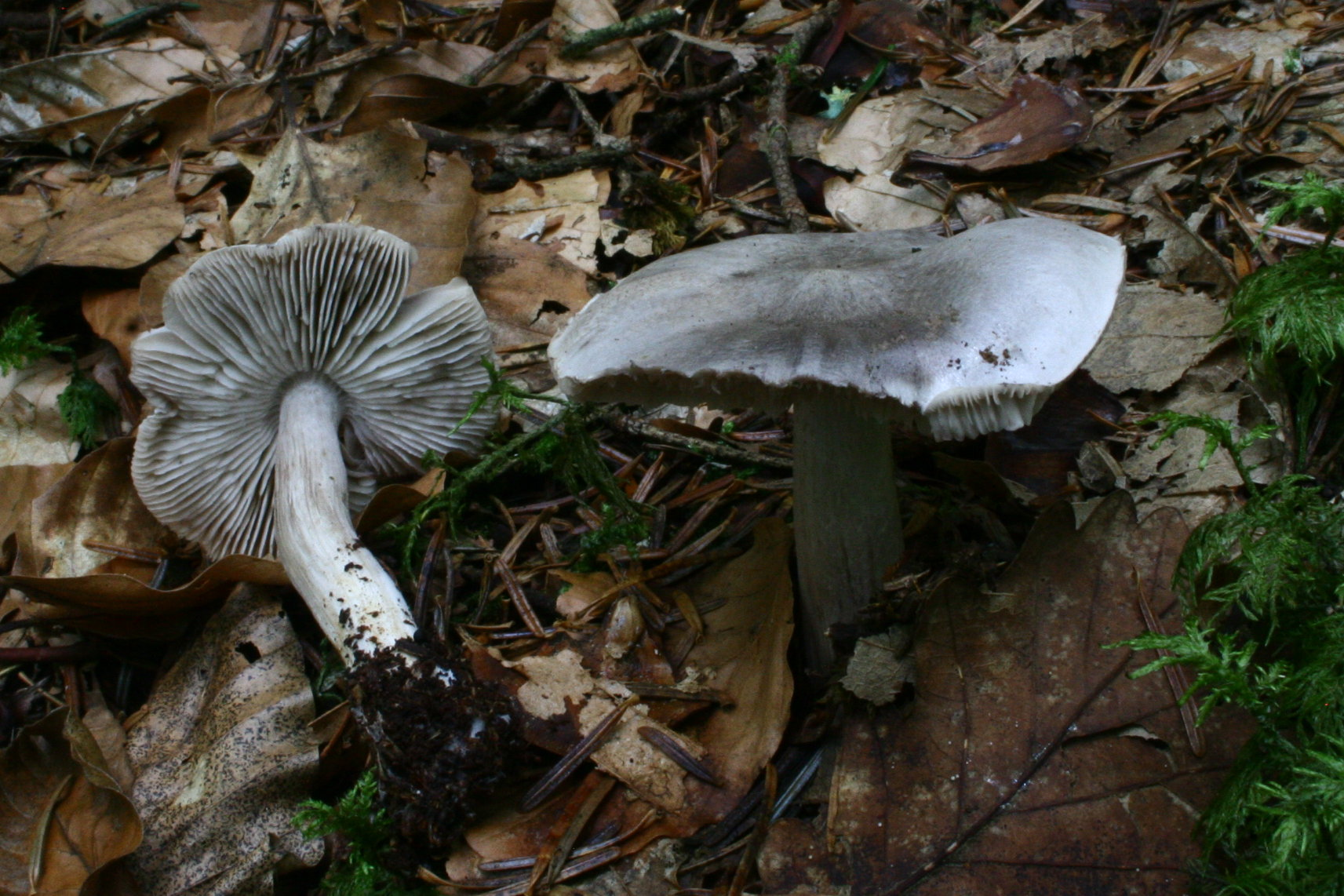
!!Tricholoma sciodes!!
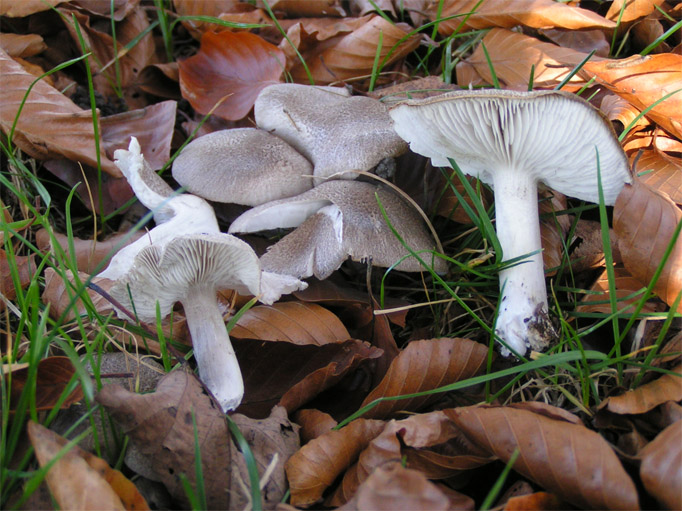
Tricholoma terreum
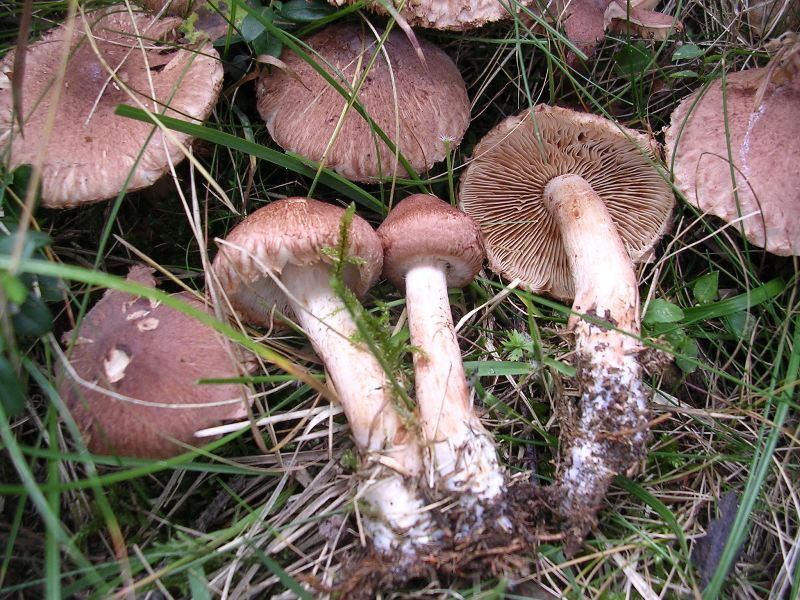
!Tricholoma vaccinum!
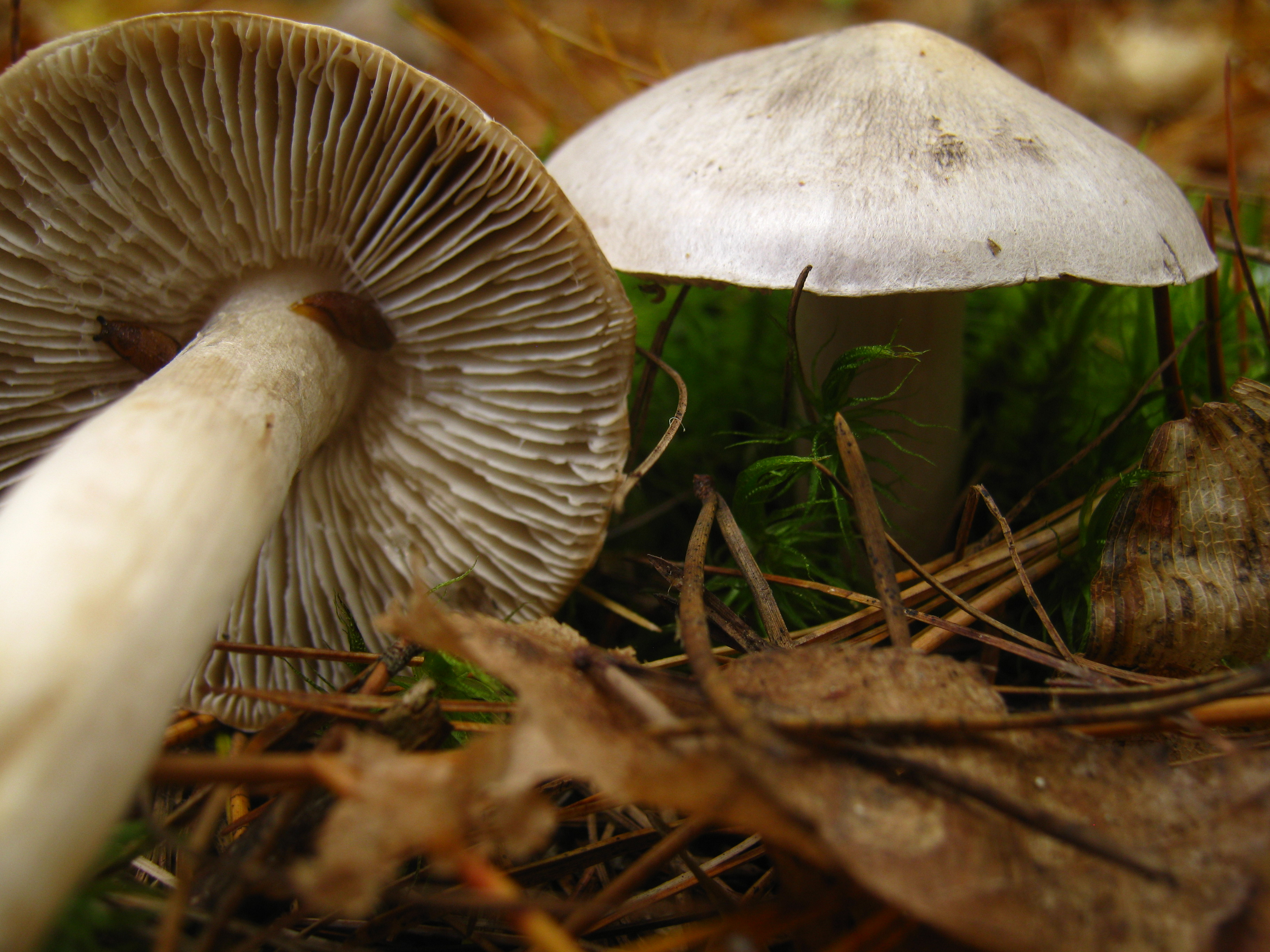
!!Tricholoma virgatum!!

## Valorificare
Acest burete este de calitate culinară scăzută. Poate fi adăugat împreună cu alte soiuri la o mâncare de ciuperci.
| Nu mâncați niciodată bureți de genul Tricholoma iuți și/sau amari (nici după însilozare) pentru că provoacă mereu tulburări gastrointestinale, parțial foarte severe. |